# 별가람중학교
별가람중학교는 대한민국 경기도 남양주시 별내동에 있는 공립 중학교이다.

## 학교 연혁
- 2012년 1월 2일 : 설립 인가(30학급)
- 2012년 3월 1일 : 개교 및 초대 김향자 교장 취임
- 2012년 3월 2일 : 제1회 입학 (33명)
- 2013년 2월 15일 : 제1회 졸업 (41명, 누계 41명)
- 2022년 9월 1일 : 제4대 조연홍 교장 취임
- 2024년 1월 9일 : 제12회 졸업식(323명, 누계 3,217명)
- 2024년 3월 4일 : 제13회 입학식(278명)

## 참고 자료
- 별가람중학교 - 한국교육학술정보원 학교알리미